# 헤르메스주의

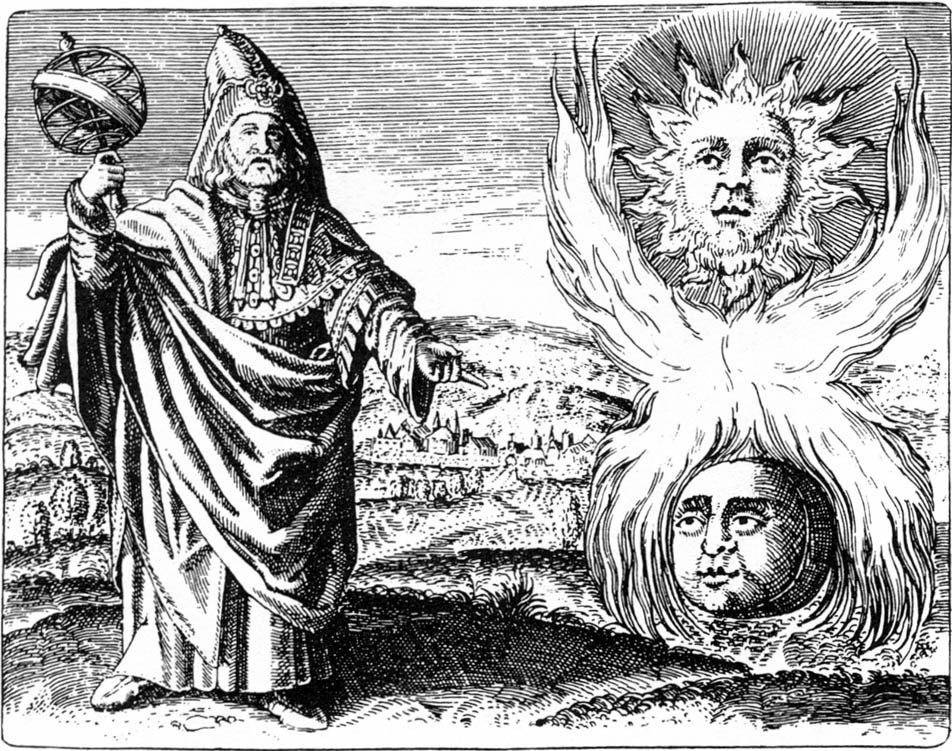
헤르메스 트리스메기스투스: 우주 전체의 지혜의 세 부문을 상징하는 태양달별(천구의)이 들어 있는 것을 볼 수 있다.

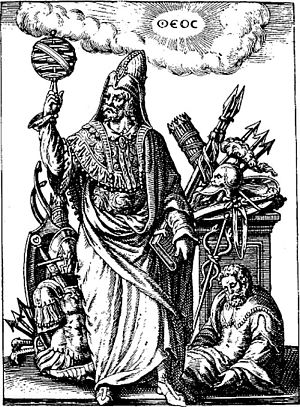
헤르메스 트리스메기스투스

헤르메스주의(Hermeticism), 헤르메스학 또는 서양의 헤르메스 전통(Western Hermetic Tradition)은 이집트 신인 토트와 그리스 신인 헤르메스가 결합된 신 또는 반신적 존재인 헤르메스 트리스메기스투스의 저작인 것으로 전통적으로 가정하는, 혼합주의가 널리 행해졌던 헬레니즘 이집트(B.C. 305~30) 시대와 기원후 1~3세기에 주로 성립된 외경적인 저작들에 기초하는 일군의 철학적 · 종교적 믿음들 또는 지식들이다.
헤르메스주의의 믿음들 또는 지식들은 서양의 밀교 전통에 심대한 영향을 미쳤으며, 14~16세기 르네상스 시대에 크게 중요시되었다.

## 어원

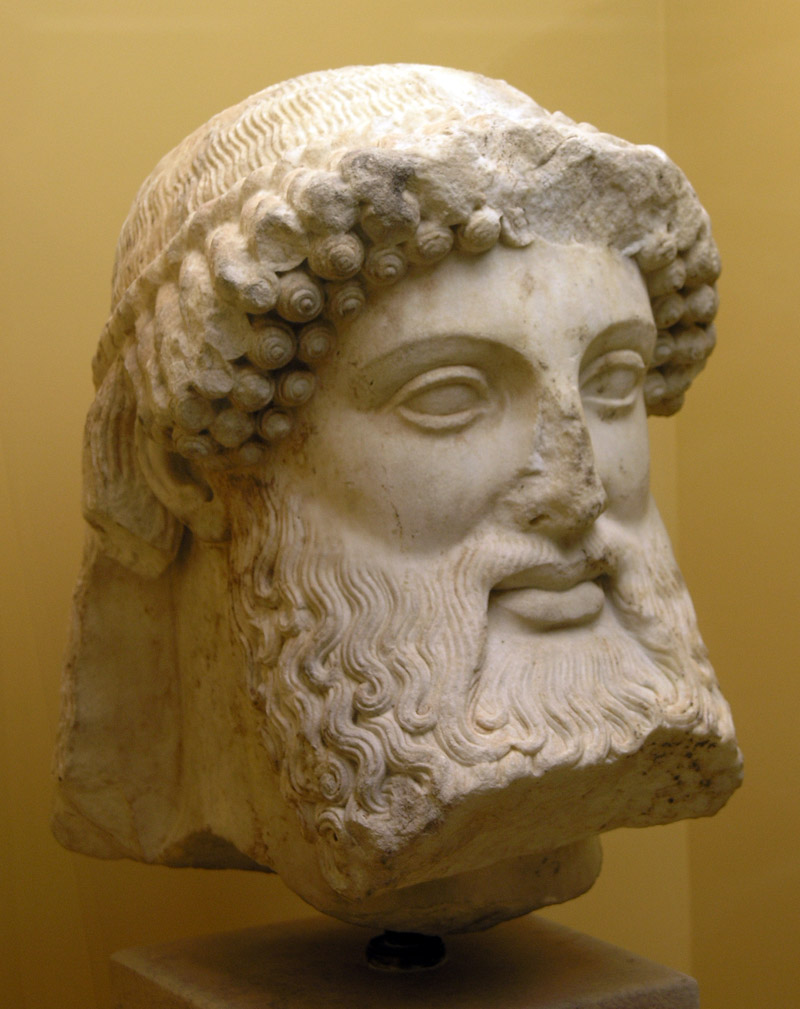
기원전 5세기 초 그리스 고전기의 헤르마의 두상: 수염이 있는 헤르메스를 표현하고 있다.

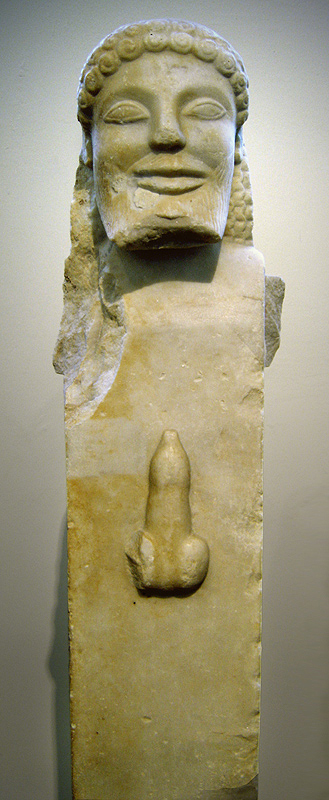
기원전 520년경의 그리스 고전기의 헤르마: 헤르메스를 나타낸 것으로 여겨지며 남근이 남아 있는 희귀한 사례이다.

"헤르메스의 · 헤르메스주의의"로 번역되는 "허메틱(Hermetic)"이라는 낱말은 중세의 라틴어 "헤르메티쿠스(Hermeticus)"로부터 왔다. 그리고 라틴어 "헤르메티쿠스"는 그리스 신 헤르메스(Hermes)의 이름에서 유래하였다. 예를 들어, 프란츠 바르돈(Franz Bardon)에 대해 말할 때 헤르메스주의의 저술가들(Hermetic writers) 중의 한 명이라고 할 때 처럼, 허메틱(Hermetic)이라는 영어 형용사 단어가 사용된 것은 17세기부터이다. "허메틱"과 동의어인 "허메티컬(Hermetical)" 역시 17세기에 나타났다. 한 예로, 토머스 브라운 경(Sir Thomas Browne)은 1643년에 출판된 자신의 저서 《레리기오 메디시(Religio Medici)》에서 다음과 같이 말하고 있다:
이제, 이들 개별적이고 담당하는 일이 서로 별도인 영(靈)들 외에도, 내가 아는 한, 세상 전체에 상응하는 어떤 보편적이고 공통되는 대령(大靈)이 있을 것이다. 이는 플라톤이 가졌던 견해였으며 또한 현 시대까지의 "헤르메스주의의 철학자들(Hermetical Philosophers)"이  지금도 여전히 가지고 있는 견해이다.— 《레리기오 메디시(Religio Medici)》, 1부 32절

그리스 신 '헤르메스(Hermes)' 이름의 어원이 그리스어 "헤름(Herm)" 또는 "헤르마(Herma)"에 있으므로 "허메틱(Hermetic)"이라는 낱말의 어원도 최종적으로는 그리스어 헤름 또는 헤르마에 있다. 헤름 또는 헤르마는 그리스 고전기 이전의 고대 그리스에서 사용되었던 "사각형의 기둥 또는 석주(石柱)로 맨 위에는 수염이 있는 두상이 놓여 있다. 이러한 형태의, 사지가 없는 사각형의 헤르메스 기둥은 가공되지 않은 바위에서 한 단계 더 진전된 형태의 것이다." "헤르메스"라는 단어의 기원은 신들과 의사소통하는 용도로 사용되었던 석주와 관련이 있으며 "헤름(Herm)"으로 시작되는 이름들이 사용된 것은 최소한 기원전 600년 전부터이다. 고전기 이전의 그리스인들은, 지금의 "신(god 또는 God)"이라는 단어처럼, 모든 신에 대해 사용하는 일반 명칭으로 "헤르메스(Hermes)"라는 이름을 사용하였으며, 헤르메스가 지식의 신과 관련 맺어진 것은 기원후 2세기의 아테네에서였다.
"허메틱(Hermetic)"이라는 낱말은 존 에버라드(John Everard)가 라틴어본으로부터 영문 번역하여 1650년에 출판한 《코르푸스 헤르메티쿰》의 "포이만드레스(Pimander)"에서 사용되었다. 메리 앤 애트우드(Mary Anne Atwood)는 듀프레즈노이(Dufresnoy)가 허메틱이라는 낱말이 1386년에 사용되었다고 말했다는 것을 자신의 저서에서 언급하였다.

## 역사

### 고대 후기

헤르메스주의의 상징인 커듀셔스(Caduceus)

고대 후기에 헤르메스주의(Hermetism)는 나스티시즘 · 신플라톤주의 · 초기 기독교와 동시대에 나란히 출현하였으며, 전적인 이성(理性)중심주의 또는 주지주의와 전적인 교리주의적 신앙에 대해 반대하는 입장을 가졌다는 특징이 있다.
현재 《코르푸스 헤르메티쿰》이라는 이름으로 알려진 헤르메스주의 전집은 기원후 2세기경에 발생하였던 지적 · 혼합주의적 성격의 비기독교적 사상의 일부가 르네상스 시대에 부활하면서 성립된 것이다. 고대 후기에 속한 다른 비기독교적 문화적 운동의 사례로는 나스티시즘의 사상과 문헌들, 신플라톤주의의 철학, 《칼데아 신탁(Chaldaean Oracles)》, 후기 오르페우스 문학, 신피타고라스 학파의 저작들이 있다.
현존하는 원본 그리스어 헤르메스주의 문헌들에서는 신의 일체성과 신의 선함에 대해 깊이 다루고 있으며, 영혼이 정화되어야 함을 역설하고 있으며, 상(像)의 숭배와 같은 비기독교적 종교적 수행을 옹호하고 있다. 현존하는 많은 라틴어 번역 문헌들에서 연금술에 대한 토론이 철학적 은유의 옷을 입은 상태로 포함되어 있는데, 많은 상실된 그리스어 원본들에서도 마찬가지였던 것으로 추측되고 있다. 그리고, 그리스어 원본은 상실되었지만 라틴어 번역본으로 일부 내용이 보존되어 있는 《아스클레피오스》라는 문헌에는 이집트에서 로마의 지배가 끝날 것이며 비기독교적 이집트인들이 다시 권력을 되찾게 되리라는 피의 예언을 담고 있다.
헤르메스주의 문헌의 주된 구성 형식은 대화체이다. 예를 들어, 헤르메스 트리스메기스투스가 혼란에 처해 어찌할 바를 모르는 제자에게 숨겨진 지혜의 일부를 대화를 통해 가르치는 형식이다. 헤르메스 트리스메기스투스에 대한 플루타르코스의 언급은 기원후 1세기로 거슬러 올라가며, 테르툴리아누스 · 이암블리코스 · 포르피리오스는 모두 헤르메스주의의 문헌들에 대해 잘 알고 있었다.

### 르네상스 시대
헤르메스주의는 수 세기 동안 별다른 관심을 받지 못하였다가 1460년에 레오나르도라는 수사가 《코르푸스 헤르메티쿰》을 이탈리아의 피스토이아(Pistoia)로 가져오면서 서양 세상에 재도입되었다. 레오나르도는, 상실된 고대의 저작들을 찾아 유럽의 수도원들을 샅샅이 뒤지도록 하기 위해, 피스토이아의 통치자였던 코시모 데 메디치(1389~1464)가 파견하였던 대리인들 중의 한 명이었다.
1614년에 스위스의 고전학자이자 문헌학자였던 아이작 카소봉(Isaac Casaubon: 1559~1614)은 헤르메스주의 문헌의 문체를 분석하여 헤르메스 트리스메기스투스의 저술인 것으로 간주하는 헤르메스주의의 문헌들은 고대 이집트 사제의 작품이 아니며 그 성립 시대가 서력기원 후라고 주장하였다.

### 현대
1924~25년에 《헤르메티카(Hermetica)》를 편찬한 월터 스콧(Walter Scott: 1854~1925, 영국 학자)은 헤르메스주의 문헌들의 성립 연대가 기원후 200년 직후라고 보았으며, 반면 이집트학 학자인 윌리엄 피트리(Sir William Flinders Petrie: 1853~1942)는 기원전 500년에서 기원전 200년 사이라고 보았다.
1945년에 발견된 나그함마디 문서에는 헤르메스주의의 문헌이 일부 포함되어 있었다. 이 문헌들에는 헤르메스 트리스메기스투스와 아스클레피오스 간의 대화들 중의 일부를 기록한 코르푸스 헤르메티쿰에 속한 저작과, 헤르메스주의 신비 학교들에 관한 저작으로 콥트어로 기록된 《오그도아드와 엔네아드에 대하여(On the Ogdoad and Ennead)》가 들어 있다.

## 헤르메스주의 문헌
잘 알려져 있지 않은 종교 운동들을 연구하는 학자인 토바이어스 처턴(Tobias Churton)은 헤르메스주의에 대해 다음과 같이 진술하였다.
헤르메스주의 전통은 온건하면서도 유연하다. 헤르메스주의 전통의 종교는 관용적인 철학적 종교이며, (편재하는) 마음의 종교이며, 신 · 우주 · 자아에 대한 정화되고 정련된 인식을 제공하며, 영적 탐구자에게 탐구를 향한 용기를 크게 북돋우는 종교이다. 탐구자는 헤르메스주의 전통의 어디에서건 이 모든 요소들을 발견하게 된다.

헤르메스 트리스메기스투스의 저작이라고 잘못 가정된 많은 문헌들이 있지만, 전통적으로, 헤르메스주의자들은 헤르메스 트리스메기스투스가 직접 저술한 42권의 책이 있다고 보고 있다. 그리고 이 책들 중의 대다수는 알렉산드리아 도서관이 파괴될 때 함께 상실된 것으로 보고 있다.

### 3대 문헌

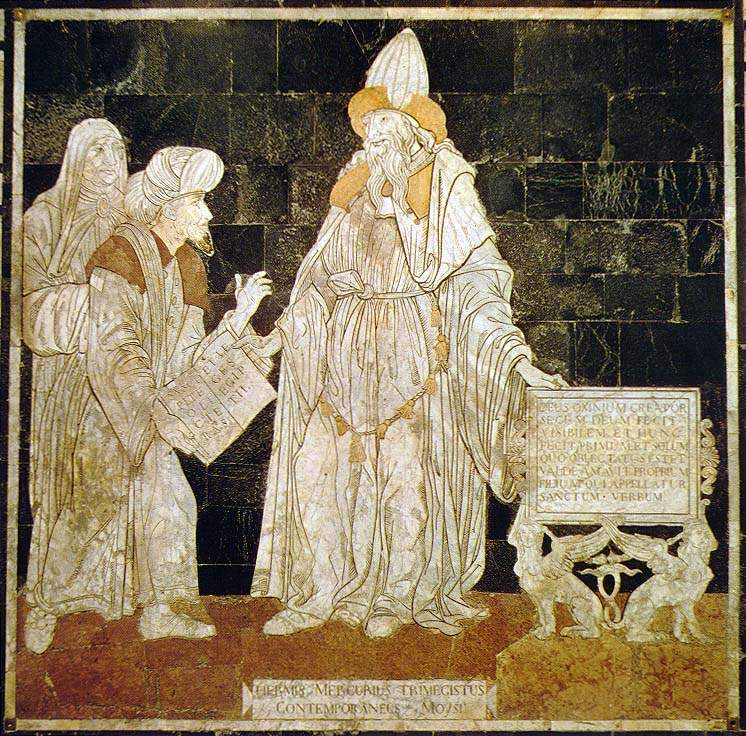
헤르메스 트리스메기스투스: 시에나 대성당(Siena Cathedral) 바닥의 모자이크

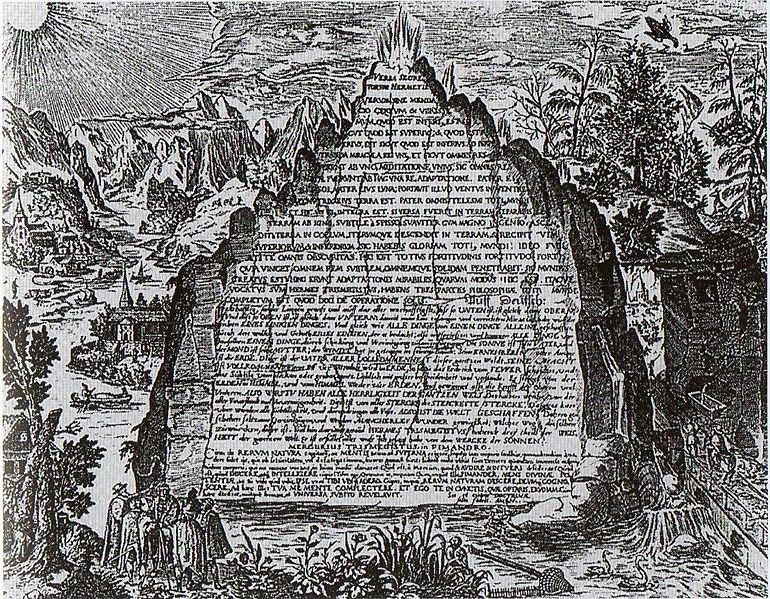
17세기의 에메랄드 타블레트 상상도: 하인리히 쿤라트(Heinrich Khunrath), 1606년 작

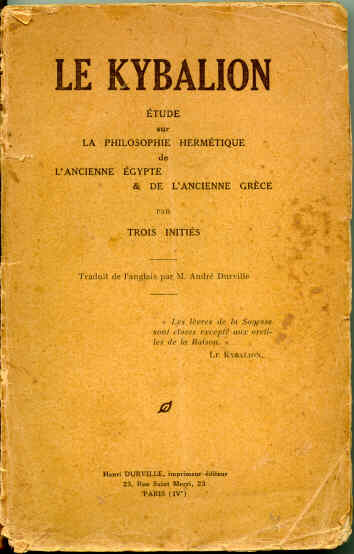
키발리온의 프랑스어판 표지

헤르메스주의의 철학적 신념 체계 또는 종교적 신앙 체계를 보여주는 널리 알려진 문헌 또는 헤르메스주의 경전으로는 《코르푸스 헤르메티쿰(Corpus Hermeticum)》·《에메랄드 타블레트(Emerald Tablet)》·《키발리온(Kybalion)》의 3대 문헌이 있다.

#### 코르푸스 헤르메티쿰
《코르푸스 헤르메티쿰》은 가장 널리 알려진 헤르메스주의 문헌이며 원본은 그리스어로 기록되어 있다. 총 18권의 책이 수록된 전집이며, 이 책들은 모두 헤르메스 트리스메기스투스와 일련의 다른 존재들 또는 사람들 사이의 대화로 구성되어 있다.
제1권의 제목은 "포이만드레스(Poimandres)"이다. 이 책은 신, 또는, 신의 속성 중 하나인 누스(Nous)에 해당하는 포이만드레스라는 존재와 헤르메스 트리스메기스투스가 주고 받은 토론을 담고 있다. 전통적으로, 헤르메스주의자들은 이 책은 헤르메스 트리스메기스투스가 명상 상태에서 계시적으로 깨우친 바를 기술한 것이라 보고 있다. 또한, 이 책은, 헤르메스 트리스메기스투스가 성취한, 신과의 최초의 접촉에 대한 기록이라고 보고 있다. 이 책에서 포이만드레스는 헤르메스 트리스메기스투스에게 우주의 비밀들을 가르친다.
제1권 외의 나머지 책들은 대체로 헤르메스 트리스메기스투스가 아스클레피오스와 그의 아들인 타트(Tat) 등의 인물들에게 가르침을 전하는 내용들로 구성되어 있다.

#### 에메랄드 타블레트
《헤르메스 트리스메기스투스의 에메랄드 타블레트(The Emerald Tablet of Hermes Trismegistus》 또는 간단히《에메랄드 타블레트(Emerald Tablet)》는 오컬트 분야에서 아주 잘 알려진 금언인 "위에서와 같이 아래에서도(As above, so below)"라는 말이 만들어지게 된 원천 텍스트가 들어 있는 아주 짧은 문헌이다. 데니스 호크(Dennis W. Hauck)는 이 원천 텍스트를 다음과 같이 번역하였다.
아래에 있는 것은 위에 있는 것과 상응하고 위에 있는 것은 아래에 있는 것과 상응한다. 그리하여 하나인 존재의 기적이 이루어진다.

또한 이 문헌에는 우주 전체의 지혜의 세 부문에 대해 언급하고 있다. 헤르메스 트리스메기스투스는 이 세 부문의 지식을 가지게 된 것이 "세 번 위대한(thrice-great)"이라는 의미의 "트리스메기스투스(Trismegistus)"라는 이름을 받게 된 이유라고 주장한다.
전설에 따르면, 《에메랄드 타블레트》는 알렉산드로스 대왕이 예루살렘에서 남쪽으로 30km 떨어진 헤브론에 있던, 헤르메스 트리스메기스투스의 무덤이라고 주장되는 곳에서 발견하였다고 한다.

#### 키발리온
《키발리온: 헤르메스주의의 철학(The Kybalion: Hermetic Philosophy)》 또는 간단히 《키발리온(키발리온)》은 1912년에 출판된 익명의 공저자들이 저술한 책이다. 이 책에서 이 공저자들은 자신들을 "세 명의 비전가들(Three Initiates)"이라 부르고 있다. 이 책에는 많은 헤르메스주의의 원리들이 해설되어 있다.

### 기타 문헌
위의 3대 문헌들만큼 잘 알려진 것은 아니지만 헤르메스주의와 그 연구에 있어서 중요한 위치를 차지하는 다른 저작들이 있다.
- 《헤르메스주의 철학과 연금술의 탐구(A Suggestive Inquiry into Hermetic Philosophy and Alchemy)》:
이 책은 매리 앤 애트우드(Mary Anne Atwood)가 저술한 것으로 원래는 1850년에 익명으로 출판되었다. 그 후 저자에 의해 출판물이 회수되었다가 그녀의 사후에 자신의 오랜 친구였던 이자벨 드 스타이거(Isabelle de Steiger)에 의해 재출판되었다. 이자벨 드 스타이거는 골든 돈(Golden Dawn: 문자 그대로의 뜻은 "황금 새벽")이라는 단체의 회원이었으며, 이 책은 골든 돈에서 헤르메스주의를 공부하는 기초 텍스트로 사용되었다.[19] 이 결과 골든 돈의 회원들에 의해 예닐곱 권의 헤르메스주의 저작들이 저술되어 출판되었다.[19]
- 《헤르메스주의 박물관(Hermetic Museum)》과 《파라셀수스의 헤르메스주의와 연금술 저작들(Hermetic and Alchemical Writings of Paracelsus)》:
 골든 돈의 회원이었으며 나중에 이 단체의 회장이 되었던 아서 에드워드 웨이트는 《헤르메스주의 박물관(Hermetic Museum)》이라는 책을 저술하여 출판하였고, 후에 이 책은 《헤르메스주의 박물관의 복구 및 확장판(Hermetic Museum Restored and Enlarged)》이라는 제목으로 재출판되었다. 또한 웨이트는 2권으로 이루어진 《파라셀수스의 헤르메스주의와 연금술 저작들(Hermetic and Alchemical Writings of Paracelsus)》이라는 책을 편집 · 출판하였다. 웨이트는 자신을 스스로 헤르메스주의자라고 생각하였으며 골든 돈의 공식 명칭인 "허메틱 오더 오브 더 골든 돈(Hermetic Order of the Golden Dawn: 황금새벽단, 문자 그대로의 뜻은 '황금 새벽이라는 명칭의 헤르메스주의적 단체')"에 "허메틱(Hermetic · 헤르메스주의)"이라는 낱말이 들어가도록 하는데 주된 역할을 하였다.[20]
- 《콜렉타네아 헤르메티카(Collectanea Hermetica)》:
골든 돈의 설립 회원이었던 윈 웨스트콧(W. Wynn Westcott)은 《콜렉타네아 헤르메티카》라는 제목의 헤르메스주의에 대한 책 시리즈를 편찬하였으며, 이 시리즈는 신지학 출판 협회(Theosophical Publishing Society)를 통해 출판되었다.[21]

## "세 번 위대한"의 의미

### 프리스카 테올로기아
"프리스카 테올로기아(Prisca theologia)"는 기독교 신학 교의 중 하나를 가리키는 라틴어 낱말로서, 문자 그대로의 의미는 "고대의 신학(Ancient theology)"이다. "태고 신학"이라 번역하는 경우도 있다.
락탄티우스(c.240-c.320) · 아우구스티누스(354-430) · 마르실리오 피치노(1433-1499) · 조르다노 브루노(1548-1600) · 톰마소 캄파넬라(1568-1639) · 조반니 피코 델라 미란돌라(1463-1494)를 포함한 많은 기독교 저술가들이 헤르메스 트리스메기스투스를 기독교가 출현할 것임을 예견하였던 지혜로운 비기독교 예언자라고 여겼다. 이들은 고대에 신이 인간에게 준 것으로 모든 종교들을 하나로 꿰는 단 하나의 참된 신학이 존재한다는 교의인 프리스카 테올로기아를 믿었다. 프리스카 테올로기아가 진실임을 증명하기 위하여 이들 기독교인들은 헤르메스주의의 가르침을 전용(轉用)하였다. 이러한 전용된 논의들에서, 기독교 교부들에 따르면 헤르메스 트리스메기스투스는 모세와 동시대의 인물인 것으로 나오거나, 이 인물은 헤르메스라고도 불렸던 사람들, 즉, 에녹 · 노아 · 어떤 이집트 사제왕(priest king) 중에서 세 번째의 인물인데 이 인물이 가장 위대한 사제이자 철학자이며 왕이었기에 "세 번 위대하다"는 의미의 헤르메스 트리스메기스투스로 알려지게 된 것으로 나온다.
"세 번 위대하다"는 의미의 "트리스메기스투스"라는 이름이 헤르메스 트리스메기스투스에 주어지게 된 것에 대한 위의 두 번째 설명은, 《에메랄드 타블레트》에 나오는, 헤르메스 트리스메기스투스가 자신은 우주 전체의 지혜의 세 부문을 알고 있다고 말한 진술에서 유래한 것이다. 그리고 이 세 부문의 지혜가 연금술 · 점성술 · 신성 마법(Theurgy)이라는 설명도 《에메랄드 타블레트》에 나오는 동일한 진술에서 유래한 것이다. 《코르푸스 헤르메티쿰》의 제1권인 "포이만드레스"에는 "그는 가장 위대한 철학자였으며, 가장 위대한 사제였으며 또한 가장 위대한 왕이었기 때문에 사람들은 그를 트리스메기스투스라고 불렀다"라는 진술이 있는데, 마르실리오 피치노는 이 진술을 토대로 "세 번 위대하다"는 의미의 헤르메스 트리스메기스투스에 대한 자신의 견해를 형성하였다.
중세 10세기에 편찬된 백과사전인 《수다(Suda)》에서는 "그는 삼위일체를 찬양했기 때문에 트리스메기스투스라고 불리었다. 그는 삼위일체 속에 하나의 신적인 성품이 있다고 말하였다"라고 서술하고 있다.

### 우주 전체의 지혜의 세 부문

#### 연금술

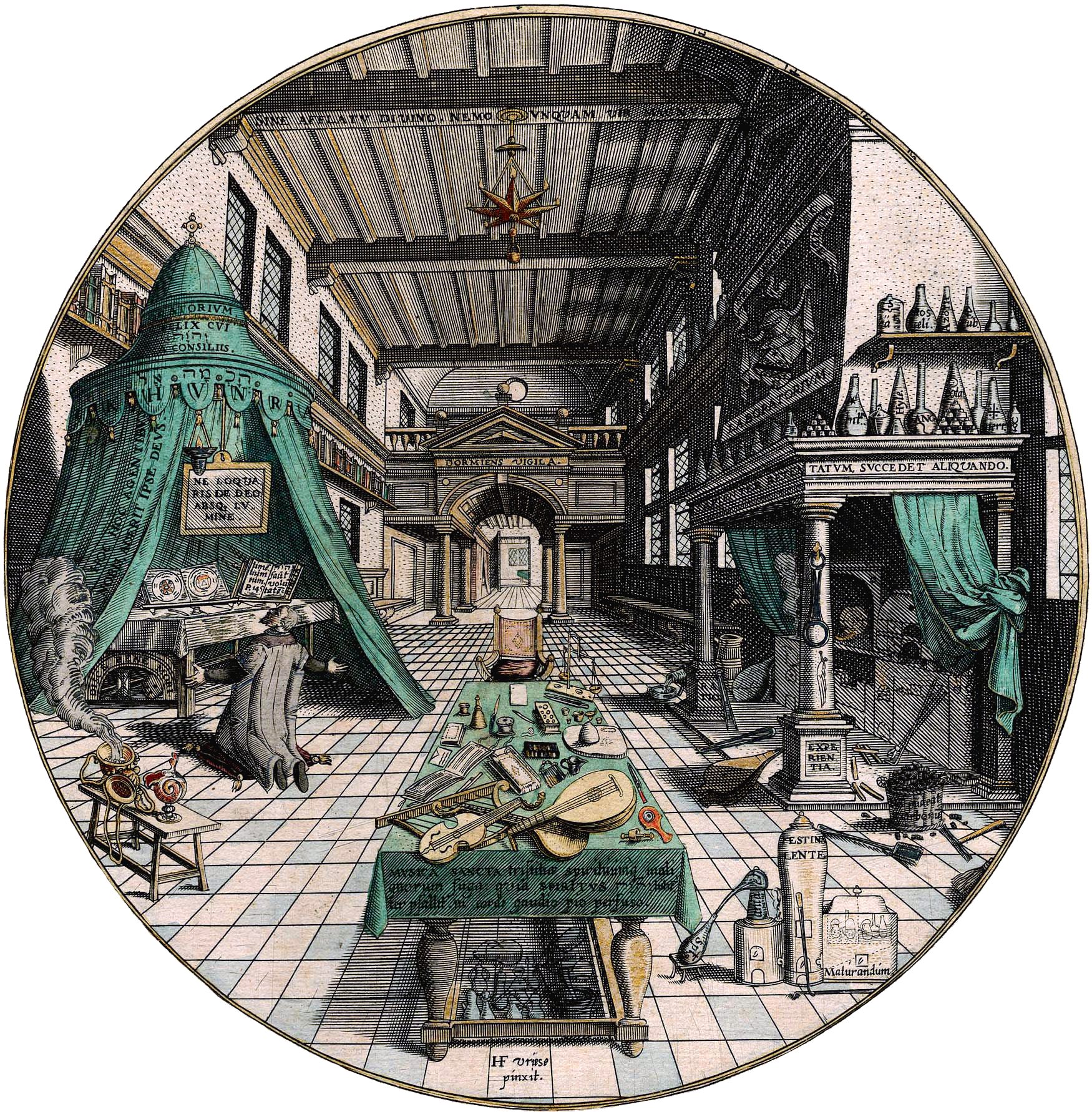
연금술사 하인리히 쿤라드(Heinrich Khunrath)의 실험실, 1595년경: 문틀에 적힌 라틴어 문장의 뜻은 "신의 영감이 없다면 어떤 인간도 '위대(Great)'해질 수 없다"이다.

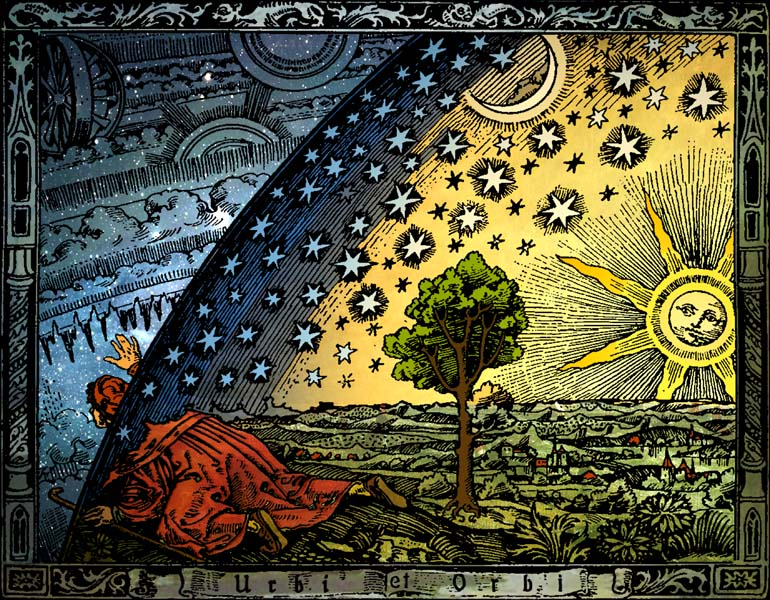
한 여행자가 자신의 머리를 창공(Firmament) 밖으로 내밀고 있다: 작자 미상의 1888년의 흑백 플라마리온 판화(Flammarion engraving)의 1998년의 컬러 재구성판

연금술은 태양의 작용 또는 학문이라고도 한다. 연금술은 단순히 물리적 원소인 납을 물리적 원소인 금으로 바꾸는 것이 아니다. 연금술은 탄생 · 죽음 · 부활의 신비를 적용하여 물질과 물질적 존재의 영적인 구성 또는 생명을 탐구하는 것이다. 연금술의 실행 단계인 증류 · 발효 등과 같은 여러 화학적 단계들은 이들 세 가지 신비들의 특정 국면들이다. 이 화화적 단계들은 자연에서 발생하는 자연 법칙적인 진행일 뿐이며, 다만 이 단계들을 의도적으로 실행시키면 해당 자연 법칙의 진행이 촉진되어서 자연의 체, 즉, 물질체가 연금술적으로 변형되어 완전한 상태에 이르게 된다. 이 완전한 상태에 도달하는 것이 곧 "마그눔 오푸스(Magnum opus)", 즉, "큰 공부"(Great Work · 큰 일 · 대학문 · 위대한 학문)를 마친 것임.

#### 점성술
점성술은 달의 작용 또는 학문이라고도 한다. 헤르메스주의 전통에 따르면, 헤르메스 트리스메기스투스는 자라투스트라가 우주 전체의 지혜의 이 부문을 발견하여 인류에게 가르쳤다고 주장한다. 헤르메스주의의 관점에 따르면, 천체의 운행은 물리학의 법칙들을 넘어선 의미를 가진다. 그리고 각각의 천체의 운행은 전체 존재(The All), 즉 최고신의 마음 속에 존재하는 것을 가리키는 상징물이다. 헤르메스주의의 견해에 따르면, 천체의 운행은 지상에 영향을 미친다. 그러나 천체의 운행이 인간에게 행동을 강제하고 예정하는 것은 아니다. 그리고 천체의 운행이 미치는 영향들을 알고 이들을 다루는 법을 알 때 지혜가 획득된다.

#### 신성 마법
신성 마법(Theurgy)은 별의 작용 또는 학문이라고도 한다. 조반니 피코 델라 미란돌라(1463-1494)의 《아폴로지(Apology)》에 따르면 완전히 서로 반대되는 두 종류의 마법이 있다. 첫째는 띠어지(Theurgy), 즉 천사 · 대천사 · 하위신과 같은 최고신의 영들 또는 선한 힘들과의 협력을 바탕으로 행해지는 신성 마법(神性魔法 · Divine magic)이다. 둘째는 고에티아(γοητεια · Goëtia), 즉 악마 · 마귀 · 사탄과 같은 악령들 또는 악한 힘들과의 협력을 바탕으로 행해지는 흑마술(黑魔術 · Black magic)이다.
신성 마법은 "신의 일의 학문 또는 기예"라는 뜻이며, 헤르메스주의의 한 부문으로서의 연금술의 실천적인 측면, 즉 수행법이다. 신성 마법의 궁극적인 목표는 신성 의식(Divine Consciousness)의 고급한 특질들 또는 존재들과 합일을 이루어서 최종적으로 신성 의식에 도달하는 것인데, 연금술은 신성 마법의 "열쇠"인 것으로 여겨지고 있다.

## 헤르메스주의의 믿음

### 신
헤르메스주의에서 절대자로서의 최고신 또는 최고 원리는 신(God) · 전체 존재(The All) · 하나인 존재(The One) 등의 여러 다양한 이름으로 불린다. 이 절대자는 헤르메스주의의 중심 초점인데, 전통적인 일신교나 다신교 종교의 신과 동일한 성격의 신이라고 하기에는 어려움이 있다. 헤르메스주의의 신은 선과 악을 포괄하는 전체 존재이면서 또한 동시에 모든 악에서 벗어나 있는 지고한 선(Supreme Good)이다. 이 지고한 선의 개념은 힌두교의 육파철학 중 하나인 삼키아 학파의 푸루샤의 개념과 비슷하다.
헤르메스주의의 신앙 체계는 신은 세계를 초월함과 동시에 세계 안에 있는 것이라는 만유내재신론의 신앙 체계와, 여러 신이 있음을 인정하지만 그 중 하나를 주신(主神)으로 섬기는 단일신교 또는 일신숭배의 신앙 체계를 둘 다 포괄하고 있다. 헤르메스주의 신앙 체계에서 가르치는 바에 따르면, 전체 존재, 즉, 하나의 원인(Cause)이 존재하며 인간과 우주 전체는 이 전체 존재 또는 하나의 원인의 일부를 이룬다. 또한 헤르메스주의는 복수의 하위신 · 복수의 천사 · 복수의 마스터(Master: 마그눔 오푸스를 성취한 사람) · 복수의 정령(精靈 · Elemental)이 전체 존재의 일부로서 우주 안에 존재하고 있다는 견해를 지지한다.

### 4대 원소
공기 · 물 · 불 · 흙의 고대의 4대 원소는 연금술에서 자주 언급되는데, 《코르푸스 헤르메티쿰》에서도 예닐곱 차례 암시적으로 언급되어 있다.

### 위에서와 같이 아래에서도
"위에서와 같이 아래에서도(As above, so below)"는 오컬트와 마법 분야에서 널리 쓰이는 금언이다. 이 금언은 헤르메스주의의 문헌으로부터 유래하였다. 이 금언에 담긴 개념이 최초로 언급된 곳은 헤르메스 트리스메기스투스의 《에메랄드 타블레트》이다. 《에메랄드 타블레트》에서 이 개념은 다음 문장으로 진술되어 있다: "아래에 있는 것은 위에 있는 것과 상응하고 위에 있는 것은 아래에 있는 것과 상응한다. 그리하여 하나인 존재의 기적이 이루어진다."
실재의 복수의 계들, 즉 물질계 · 멘탈계 · 영계와 관련하여, 이 진술은 어느 계에서 발생한 것이건 간에 그것은 다른 계들에서도 발생한다는 것을 말하고 있다. 그러나 이 진술이 더 자주 사용되는 곳은 대우주와 소우주(Microcosm and Macrocosm)에 대해서이다. 헤르메스주의 전통에서는 대우주와 소우주에 대해서 흔히 다음과 같이 이야기 한다: "소우주는 우리 자신이고 대우주는 우주이다. 그렇지만, 또한 대우주는 소우주로서 존재하고 반대로 소우주는 대우주로서 존재한다. 대우주 안에는 소우주가 있고 소우주 안에는 대우주가 있다. 따라서, 이들 중 하나(대개 소우주)를 알게 되면 다른 하나를 (저절로) 알게 된다."

### 윤회
헤르메스주의에는 어떤 상태로부터 자유로워지기 전에는 계속하여 윤회 또는 환생하게 된다는 언급이 있다. 헤르메스 트리스메기스투스는 다음과 같이 말하고 있다:
오 아들아, 도대체 우리는 얼마나 많은 육신을 거쳐야, 얼마나 많은 악마의 무리를 겪어야, 얼마나 많은 별들의 반복과 주기들을 거쳐야, 하나인 존재에게로 가는 것을 서둘게 될까?

### 선악과 도덕
《코르푸스 헤르메티쿰》의 제9권에서, 헤르메스 트리스메기스투스는 누스(Nous)가 선과 악 둘 다를 내보내는데, 인간은 신으로부터 영감을 받는가 아니면 악마로부터 추동력을 받는가에 따라 선 또는 악을 행하게 된다고 설명하고 있다. 헤르메스 트리스메기스투스의 진술에 따르면, 신은 선을 가져오고 악마는 악을 가져온다. 악마가 가져오는 것으로는 다음의 것들이 있다:
간통 · 살인 · 패륜 · 신성 모독 · 무신앙 · 교살 · 자살 그리고 이와 유사한 모든 악마적인 행위들

이 진술에서 알 수 있는 바와 같이 헤르메스주의에서는 헤르메스주의를 따르는 사람이라면 반드시 도덕성을 지녀야 한다는 것을 분명히 하고 있다. 그런데 헤르메스주의의 윤리관에서 주의를 기울여야 할 사항은 "선"이라는 말이 오직 "지고의 선(Supreme Good)"의 의미로서의 신과 관련하여서만 사용된다는 것이다. 헤르메스주의는, 완전히 악으로부터 벗어나 있으며 선하다고 여겨질 수 있는 존재는 오직 신뿐이며, 그리고 이 때의 신은 전체 존재(The All)의 의미로서의 신이 아니라 지고의 선(Supreme Good)의 의미로서의 신이라는 견해를 가지고 있다.
헤르메스주의에 따르면, 지고의 선에 대해 무지하며 또한 물질성에 자신의 전부를 소진하고 있는 인간은 선한 인간으로 변모할 수 있는 기회를 갖지 못한다. 헤르메스주의는 최고의 악은 물질적인 삶에만 치중되어 있는 것이며 또한 이것이 신의 분노를 가져오는 유일한 요인이라는 견해를 가지고 있다. 이와 관련하여 헤르메스 트리스메기스투스는 다음과 같이 말하였다:
저기 보이는 길의 행렬은 아무런 일도 하지 않으며 단지 다른 사람의 길을 막고 있을 뿐이다. 이와 같이, (물질성에 자신의 전부를 소진하고 있는) 이 사람들은 육체의 쾌락에 이끌려 그냥 흘러가는 대로 우주를 가고 있을 뿐이다.

헤르메스주의에서는 "자식"을 갖지 못하는 것은 큰 잘못이라고 말한다. 이 진술에서의 "자식"은 물리적 · 생물학적 존재로서의 자녀를 의미하지 않으며 각 개인의 영적 창조물 또는 영적 성취를 의미한다. 이 진술 바로 앞에는 신을 "아버지"라고 부르는 이유는 신이 모든 만물을 창조했기 때문이라는 설명이 있다. 지고의 선이 창조의 힘인 것과 마찬가지로 인간도 자신의 삶에서 긍정적인 것을 낳아야 한다고 헤르메스주의는 주장한다. 그리고 "자식"을 가지지 못하면 그 형벌로 남자("활동적")도 여자("사려 깊음")도 아닌 몸에 갇히게 되며, 이런 일이 심화되면 전혀 "자식"을 갖지 못하는 불임 상태에 이르게 된다고 은유적으로 말한다.

### 우주발생론
《코르푸스 헤르메티쿰》 제1권에서는, 많은 명상이 있은 뒤에야 비로소, 전체 존재의 누스("지고한 누스")가 우주의 발생에 대한 이야기를 헤르메스 트리스메기스투스에게 전해 준다. 이 이야기는 전체 존재가 자신의 마음 깊은 곳에서 우주를 보고 그 자신의 원소들과 영혼들로부터 자신이 본 우주와 꼭 같은 우주를 자신의 마음 속에서 만들어 본 후에 실제로 원소들을 창조하는 것에서 시작된다.
남성(신성한 아버지)이자 여성(우주적인 어머니)인 전체 존재(또는 "지고한 누스")는 말씀("로고스")을 사용하여 그 자신의 원소들과 영혼들로부터 세상의 창조자인 두 번째 누스를 낳았다. 이 두 번째 누스는 일곱의 힘들, 즉 신들을 창조한 후, 이들로 하여금 원을 그리며 여행하면서 운명을 주재하게 하였다. (이 일곱의 신들은 종종 고대의 일곱 행성인 수성 · 금성 · 화성 · 목성 · 토성 · 태양 · 달인 것으로 여겨지고 있다.)
그 후 두 번째 누스는 물질화를 일으키는 원소들로부터 말씀을 빼냈는데, 원소들을 비지성적인 상태로 변화시키기 위한 것이었다. 원소들이 비지성적인 상태가 되자 두 번째 누스는 일곱의 지배자들, 즉 일곱의 힘들을 회전시켰고, 이에 따라 이들의 물질로부터 말이 없는 창조물들이 발생하였다. 다음으로 흙이 물로부터 분리되었고 (인간을 제외한) 동물들이 흙으로부터 나왔다.
그 후 (두 번째 누스가 아니라) 지고한 누스는 자신의 모습을 따라 인간을 양성일체로 창조하였고, (두 번째 누스와 일곱의 힘들을 통해 대리적으로 창조된) 자신의 창조물들을 인간에게 넘겨주었다. 인간은 자신의 형제인 두 번째 누스의 창조물들을 주의 깊게 관찰하였다. 그리고 모든 창조물에 대한 두 번째 누스와 그의 아버지("지고한 누스" 또는 "전체 존재")의 권위를 넘겨 받았다.
그 후 인간은 창조물을 더 잘 보기 위해 천체들의 길 위로 높이 올라가서는 전체 존재의 형상("원형 · 이데아")을 자연("물질 우주")에게 보였다. 그러자 자연은 그 원형과 사랑에 빠졌다. 그 후 인간은 물 속에 비친 자신의 모습을 보고서는 자연과 사랑에 빠졌으며 그 안에 살기를 원하였다. 그러자 그 즉시 인간은 자연과 일체가 되어버렸고 그 결과 성("성욕")과 잠("수면욕")과 같은 자연의 한계들("육체의 자연 법칙적인 욕망")에 속박된 노예가 되었다. 이리하여 인간은 (말씀을 잃어버렸기 때문에 물질화를 일으키는 권능을 상실한) 말이 없는 존재가 되었고 육체로서는 필멸이면서 영으로서는 불멸한, 모든 창조물을 다스리는 권위를 가지지만 운명("두 번째 누스와 일곱의 힘들이 주재하는 운명 또는 법칙, 또한 이들이 창조한 물질 우주의 자연 법칙")에 지배당하는 이중적인 존재가 되었다.
이 이야기는 인간을 제외하고는 진화론을 특별히 반대하지 않는다. 오히려 대다수의 헤르메스주의자들은 진화론을 전적으로 수용하며 진화론이 기본 물질로부터 인간에 이르기까지 그 모두의 창조에 적용되는 확고한 원리인 것으로 본다.

## 헤르메스주의 단체
헤르메스주의가 기독교 교회의 지지를 받지 못하는 상태가 되자 헤르메스주의는 지하로 숨었으며 그 후 많은 헤르메스주의 비밀 단체가 생겼다. 현재 서양의 밀교 전통은 헤르메스주의와 아주 관련이 깊다. 르네상스 시대에는 유대교의 카발라와 기독교 신비주의를 조화시키려고 했던 조반니 피코 델라 미란돌라와 같은 저술가들의 저작들이 있었는데 이 저작들은 르네상스 시대의 유럽인들이 헤르메스주의를 더 쉽게 이해할 수 있는 계기를 주었다.
두세 개의 주요한 헤르메스주의 오컬트 단체가 중세 후기와 르네상스 초기에 설립되었다. 헤르메스주의 마법은 19세기에 서유럽에서 부흥하였다. 이 부흥기에 골든 돈(Hermetic Order of the Golden Dawn), 아우룸 솔리스(Aurum Solis), 라곤(Ragon), 케네스 매켄지(Kenneth M. Mackenzie), 엘리파스 레비, 프레더릭 호클리(Frederick Hockley), 윌리엄 버틀러 예이츠, 아서 매컨 등과 같은 개인과 단체가 헤르메스주의를 받아들여 실천하였다. 현재, 많은 헤르메스주의 단체 또는 헤르메스주의의 영향을 받은 단체가 존재한다. 이들 중 대다수는 골든 돈, 장미십자회 또는 프리메이슨에서 유래한 단체들이다.

### 장미십자회

골든 돈의 내부 조직인 로사에 루바에(Rosae Rubae et Aureae Crucis)의 아데프트들이 착용한 장미십자가.

장미십자회는 헤르메스주의 및 기독교 밀교 운동 중 하나로, 성립 연대는 15세기이다. 장미십자회는 비밀한 내부 조직과 이 내부 조직의 지휘를 받는 외부 조직으로 구성되어 있다.
장미십자회 운동의 상징물은 십자가의 가운데에 장미가 놓여져 있는 장미십자가(Rosy Cross)인데, 장미는 영혼을 뜻하고 십자가는 사대 원소(四大元素)로 이루어진 육체를 뜻한다. 달리 말하자면, 장미십자회의 십자가는 물질계라는 십자가에 못박혀 있는 인간의 영혼을 나타낸다.
장미십자회에는 점차적인 계위 체계가 있다 (이 계위 체계는 프리메이슨의 계위 체계와 유사하다). 이 계위 체계에 따라, 장미십자회 회원은 높은 계위로 올라가면서 더 많은 지식을 획득하게 된다. 높은 계위로 올라가는데 비용이 소요되는 것은 아니며, 더 고급한 지식을 이해할 자격이 있다고 여겨지면 다음 계위로 상승하게 된다.
장미십자회의 영적인 길에는 세 단계가 있는데 이것은 철학 · 카발라 · 신성 마법이다. 또한 장미십자회는 다음 세 가지를 단체의 목표로 하고 있다: 1) 군주제의 폐지와 철학자들에 의한 통치의 수립, 2) 과학 · 철학 · 윤리의 개혁, 3) 파나케이아(Panacea)의 발견.
장미십자회의 성립 연대가 17세기라고 주장하는 견해도 있는데, 이 주장의 근거로 제시되는 원천 자료는 다음 세 권의 독일어 소책자이다: 《형제애에 대하여(Fama Fraternitatis)》·《신앙 공동체(Confessio Fraternitatis)》·《화학적 결혼(Chymical Wedding)》.
어떤 학자들은 이 소책자들이 위서이며, 17세기 이전에 존재했던 장미십자회가 모든 진정한 장미십자회 단체들의 최초의 단체라고 주장한다.

### 골든 돈
골든 돈의 공식 명칭은 "허메틱 오더 오브 더 골든 돈(Hermetic Order of the Golden Dawn)"이며, 번역하여 황금새벽단이라고도 한다. 공식 명칭의 문자 그대로의 뜻은 '"황금 새벽이라는 명칭을 가진 헤르메스주의적 단체"이다.
소시에타스 로시크루시아나(Societas Rosicruciana in Anglia)와는 달리 골든 돈에서는 남성과 여성 모두를 회원으로 받아들이며 양성을 평등하게 대우한다. 골든 돈은 특히 헤르메스주의 단체라고 할 수 있는데, 오컬트 과학의 원리와 함께 연금술 · 카발라 · 헤르메스 트리스메기스투스의 마법을 가르친다. 주요 인물이었던 이스라엘 리가디(Israel Regardie)는 골든 돈에서 유출된 마법을 자신의 것으로 삼은 많은 단체들이 있으며 그는 이들을 "탈퇴자 또는 배교자"로 본다고 주장하였다.
골든 돈은 비밀 누출 시 심중한 처벌을 받는 엄격한 비밀 엄수주의를 유지했다. 이러한 비밀 엄수주의는 대체로 잘 실행되어, 대중은 활동은 물론이고 이러한 단체가 있는지 조차도 몰랐다. 골든 돈에서 가르치는 비밀 가르침이 최초로 누출된 것은 1905년에 알레이스터 크롤리에 의해 일어났다. 그리고 후에 1940년에 이스라엘 리가디 자신이 골든 돈의 가르침을 상세히 담은 책을 출판함으로써, 골든 돈과 그 가르침은 대중적으로 알려지게 되었다.

## 기독교 밀교
헤르메스주의는 기독교 밀교(Esoteric Christianity)에도 영향을 끼쳤는데, 특히 마르티네주의(Martinism)에 많은 영향을 끼쳤다. 마르티네주의는 파스콸리 마르티네(Martinez de Pasqually: c.1727-1774)의 교의와 1886년에 설립된 단체로 그의 교의를 재조직한 마르티네단(Martinist Order)의 가르침을 통칭하는 낱말이다.

## 같이 보기
- 마법
- 밀교
- 물질 우주 · 물질계
- 삼계 중 욕계
- 서양의 밀교
- 연금술
- 영지주의
- 오그도아드
- 장미십자회
- 점성술
- 카발라
- 프리메이슨
- 헤르메스주의 문헌 · 코르푸스 헤르메티쿰

## 참고 문헌
- (영어) Abel, Christopher R. and Hare, William O. (1997). 《Hermes Trismegistus: An Investigation of the Origin of the Hermetic Writings》. Sequim: Holmes Publishing Group.
- (영어) Churton, Tobias (2002). 《The Golden Builders: Alchemists, Rosicrucians, and the First Freemasons》. New York: Barnes and Noble.
- (영어) Garstin, E.J. Langford (2004). 《Theurgy or The Hermetic Practice》. Berwick: Ibis Press.. 사후에 출판됨
- (영어) Hoeller, Stephan A. "On the Trail of the Winged God: Hermes and Hermeticism Throughout the Ages", 《Gnosis: A Journal of Western Inner Traditions》 (Vol. 40, Summer 1996). (영어) 온라인판: “"On the Trail of the Winged God"”. Gnosis.org. 2009년 11월 26일에 원본 문서에서 보존된 문서. 2011년 2월 21일에 확인함.
- (영어) Powell, Robert A. (1991). 《Christian Hermetic Astrology: The Star of the Magi and the Life of Christ》. Hudson: Anthroposohic Press.
- (영어) Regardie, Israel (1940). 《The Golden Dawn》. St. Paul: Llewellyn Publications.
- (영어) Scully, Nicki (2003). 《Alchemical Healing: A Guide to Spiritual, Physical, and Transformational Medicine》. Rochester: Bear & Company.
- (영어) Translated by Salaman, Clement and Van Oyen, Dorine and Wharton, William D. and Mahé, Jean-Pierre (2000). 《The Way of Hermes: New Translations of The Corpus Heremticum and The Definitions of Hermes Trismegistus to Asclepius》. Rochester: Inner Traditions.
- (영어) Van den Broek, Roelof and Hanegraaff, Wouter (1998). 《Gnosis and Hermeticism: from Antiquity to Modern Times》. Albany: State University of New York Press. ISBN 0-7914-3612-8.